# 蒙庞西耶
蒙庞西耶（法語：Montpensier，法語發音：[mɔ̃pɑ̃sje]）是法国多姆山省的一个市镇，位于该省北部，属于里永区。

## 地理
蒙庞西耶（46°2'8"N, 3°13'11"E）面积7.24 平方千米，位于法国奥弗涅-罗讷-阿尔卑斯大区多姆山省，该省份为法国中南部省份，北起阿列省接壤，东临卢瓦尔省，南至上盧瓦爾省和康塔爾省，西接科雷兹省和克勒兹省。
与蒙庞西耶接壤的市镇（或旧市镇、城区）包括：圣热内斯迪雷茨、艾格佩斯、比西埃和普兰、埃菲亚、旺萨。
蒙庞西耶的时区为UTC+01:00、UTC+02:00（夏令时）。

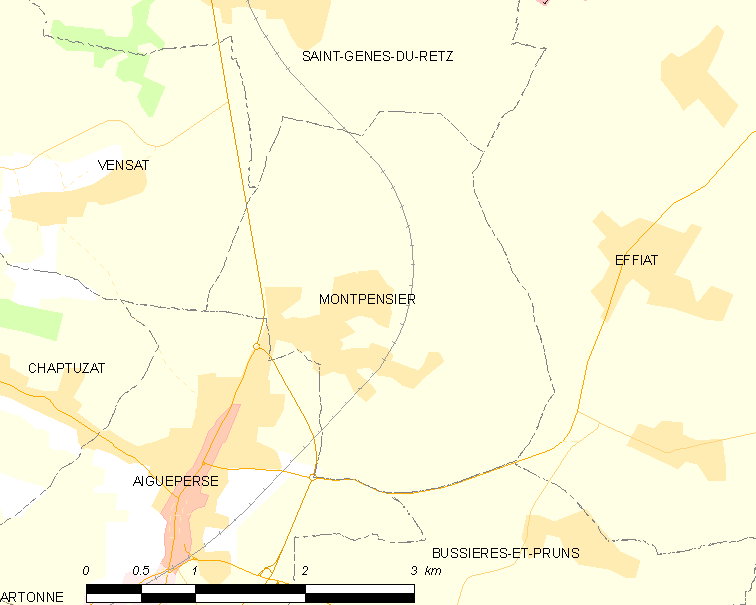
蒙庞西耶的OSM定位图

## 行政
蒙庞西耶的邮政编码为63260，INSEE市镇编码为63240。

## 政治
蒙庞西耶所属的省级选区为艾格佩斯县。

## 人口

1962-2008年间蒙庞西耶人口变化图示

蒙庞西耶于2022年1月1日时的人口数量为467人。